# بيدرو سيريزو غالان
بيدرو سيريزو غالان هو فيلسوف وكاتب وأستاذ جامعي وسياسي إسباني، ولد في 14 فبراير 1935 في هينوخوسا ديل دوكوي في إسبانيا. نشط حزبياً في الحزب الاشتراكي العمالي الإسباني. وقد انتخب عضو مجلس النواب الإسباني ‏ عن دائرة Granada (Congress of Deputies constituency) ‏ (15 نوفمبر 1982 – 3 مارس 1986) وفي الانتخابات العمومية الإسبانية 1982 ‏، انتخب عضو مجلس النواب الإسباني ‏ عن دائرة Granada (Congress of Deputies constituency) ‏ خلال فترته النيابية ‏ (15 نوفمبر 1982 – 23 أبريل 1986).